# 3031 Houston
Houston (asteróide 3031) é um asteróide da cintura principal, a 2,0171257 UA. Possui uma excentricidade de 0,0979796 e um período orbital de 1 221,42 dias (3,35 anos).
Houston tem uma velocidade orbital média de 19,91748226 km/s e uma inclinação de 4,33811º.
Este asteróide foi descoberto em 8 de Fevereiro de 1984 por Edward Bowell.